# Vouvray-sur-Huisne
 Vouvray-sur-Huisne  es una comuna y población de Francia, en la región de Países del Loira, departamento de Sarthe, en el distrito de Mamers y cantón de Tuffé.
Está integrada en la Communauté de communes du Pays de l'Huisne Sarthoise.

## Demografía
| 131 | 98 | 85 | 77 | 82 | 89 |
| Para los censos de 1962 a 1999 la población legal corresponde a la población sin duplicidades (Fuente: INSEE [Consultar]) |    |    |    |    |    |